# Brzeźnio

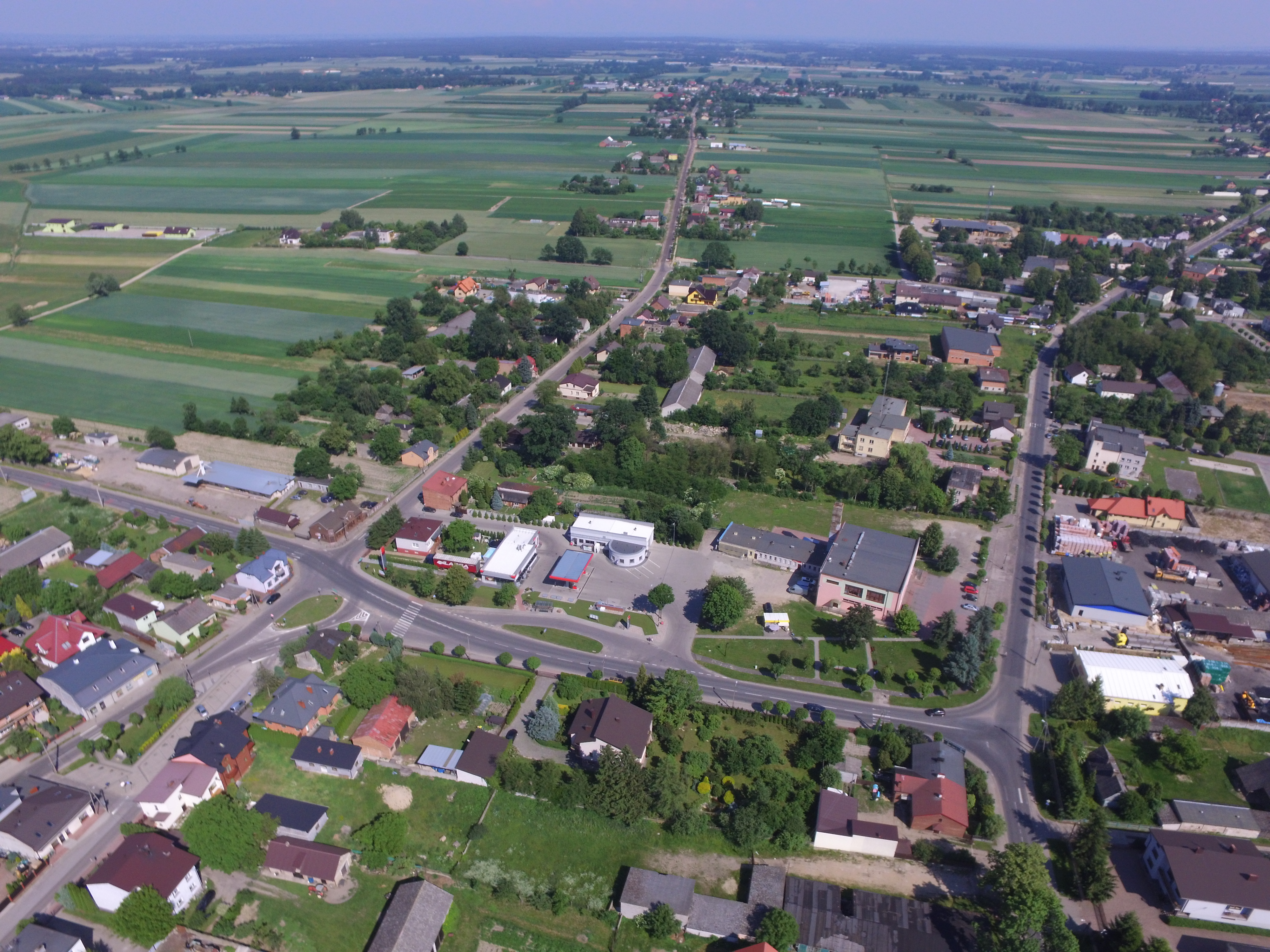
Centrum Brzeźnia, 2018 r.

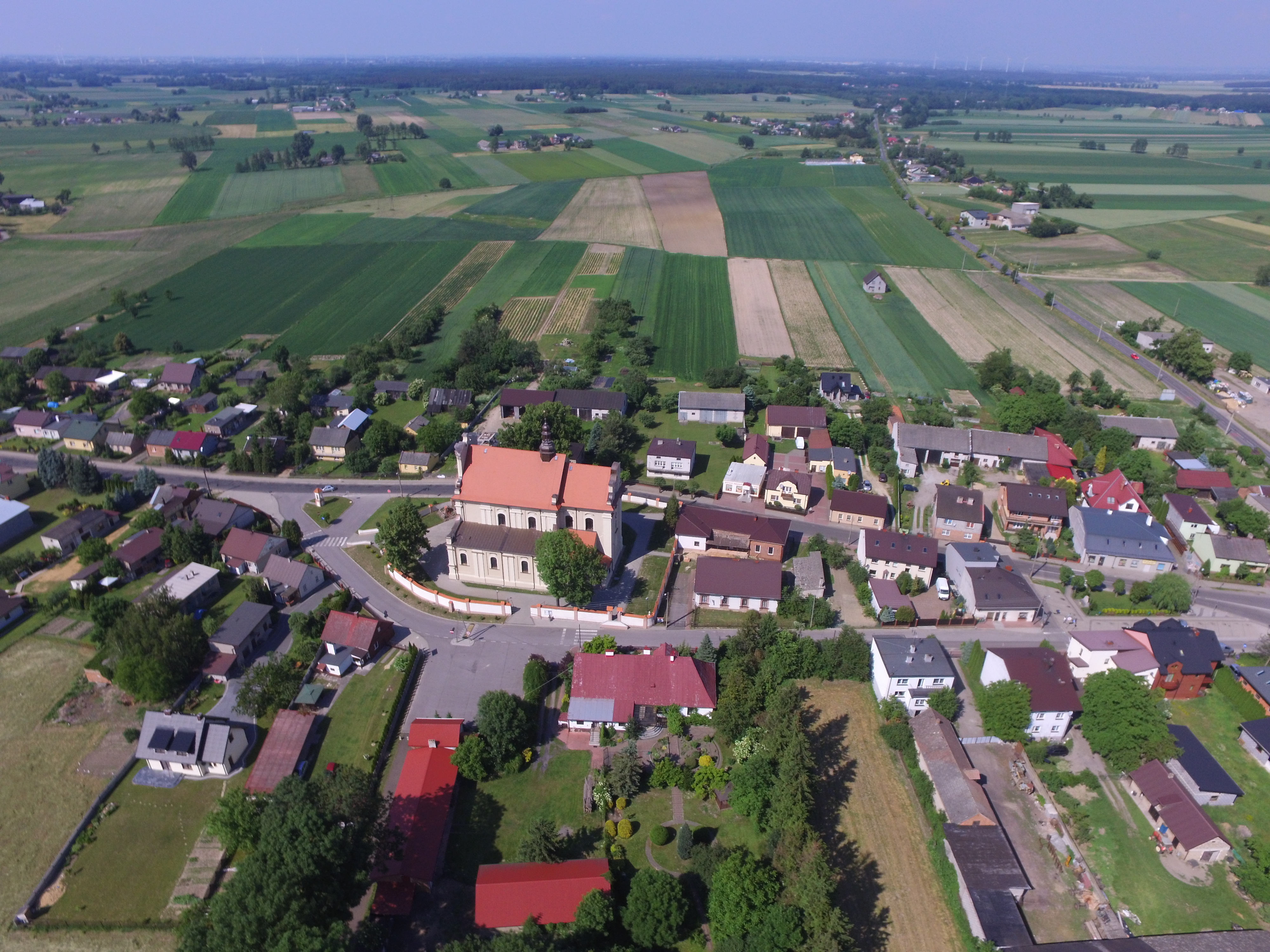
Kościół św. Idziego w Brzeźniu

Brzeźnio – wieś w Polsce położona w województwie łódzkim, w powiecie sieradzkim, w gminie Brzeźnio. Położona w środkowym obniżeniu Wysoczyzny Złoczewskiej. Liczba ludności wynosi 742 (2011 r.)
W latach 1954–1972 wieś należała i była siedzibą władz gromady Brzeźnio. W latach 1975–1998 miejscowość administracyjnie należała do województwa sieradzkiego.
Miejscowość jest siedzibą gminy Brzeźnio.

## Historia
Na początku XIII w. była własnością biskupa krakowskiego Iwona z rodu Odrowążów, który ją przekazał między 1218 a 1229 r. zakonowi norbertanek z Imbramowic. W 1683 r. wieś należała do Zapolskich, a w połowie XVIII w. przeszła w posiadanie Błeszyńskich herbu Suchekomnaty, właścicieli Złoczewa.
Już w XVI w. istniała tu szkoła parafialna. Szkoła wspomniana jest też w dokumentach z okresu działalności Komisji Edukacji Narodowej, przetrwała do początku XX w.
W 1908 r. powstała tu Kasa Spółdzielcza Stefczyka, a w 1910 r. z inicjatywy działaczy skupionych przy piśmie „Zaranie” utworzono kółko rolnicze. W 1926 r. założono spółdzielnię mleczarską.
Brzeźnio jako stolica gminy notowane było w 1859 roku, kiedy to mocą ówczesnej reformy administracyjnej weszło w skład 18 nowo powstałych gmin powiatu sieradzkiego. Wiadomo jednak, iż rolę centrum pełniło wiele wieków wstecz, niewątpliwie dlatego, że było największą wsią regionu.
Historyczne korzenie miejscowości sięgają wieku XIII (co potwierdzają źródła pisane), natomiast legenda wspomina czasy pogańskie.
Według przekazu ustnego w osadzie znajdował się św. Gaj, miejsce odprawiania pogańskich misteriów. Podczas trwania obrzędów ukazał się ponoć na jednej z brzóz św. Idzi. Mieszkańcy wsi przejęci tym faktem, niezwłocznie przyjęli chrześcijaństwo i obrali Idziego swoim patronem, natomiast od owej niezwykłej brzozy (miejsca cudu) wieś przyjęła swą nazwę. Legenda mówi też, iż w miejscu kultu postawiono klasztor.
Nazwa wsi jest charakterystyczna, ponieważ spośród wielu miejscowości w Polsce tylko Brzeźnio posiada formę zmiękczoną przez dodanie „i” po zgłosce „n” (popularna jest forma Brzeźno). To samo źródło podaje za Długoszem, iż „Brzeszno willa nadane zostały w XV wieku klasztorowi norbertanek w Imbramowicach przez biskupa krakowskiego Iwona” (były to jego dobra rodowe). W bulli protekcyjnej dla tego klasztoru wymienione jest w 1229 roku wraz z przyległymi wsiami, łąkami oraz rzeką z bobrami („predia de Brezno, de Rathaie et de Grodesco, rivum cum castoribus et omnibus aliis pertinentiis suis”). Klasztor imbramowicki lokował Brzeźnio na prawie niemieckim w 1353 roku, była to największa posiadłość kościelna w regionie sieradzkim (według Długosza liczyła 36 i 1 łanów). Klasztor norbertanek dysponował majątkiem Brzeźnio do 1559 roku, kiedy to drogą zamiany przeszedł on w ręce szlachty (dobra te klasztor w Sieradzkiem odstąpił Rafałowi Wargawskiemu)). W latach 20. XX wieku ostatnia właścicielka wsi podzieliła ziemię pomiędzy chłopów i wyprowadziła się. Zdewastowany pałac istniał jeszcze w latach 60. (obecnie rozebrany). Oprócz skąpych informacji zawartych w źródłach średniowiecznych i renesansowych, niewiele wiadomo o dawnej historii osady i okolic. Wspomnieć należy, iż na terenie gminy odkopano wiele prehistorycznych przedmiotów, a nawet bursztynowe ozdoby z epoki brązu, potwierdzające teorię istnienia szlaków kupieckich wzdłuż rzeki Warty. Według przekazu ustnego w okolicy Brzeźnia odkryto w XIX wieku cmentarzysko krzyżackie. Historię Brzeźnia znaczy wiele wydarzeń, które plasują je w ścisłej czołówce sieradzkiego pod względem rozwoju, zarówno gospodarczego, jak i kulturalnego. Wieś posiada znakomite tradycje oświatowe. Według „Księgi uposażeń” Jana Łaskiego obejmującej lata 1511–1523, w Brzeźniu istniała w owym czasie jedna z 50 w kraju szkół parafialnych. Szkółka ta dotrwała, z przerwami w swej działalności, do XVIII wieku. W czasach saskich została zlikwidowana, ale już w 1773 roku, po powstaniu Komisji Edukacji Narodowej, reaktywowano ją. Podkreślić należy, iż jako jedyna w powiecie sieradzkim przetrwała okres rozbiorów, Księstwa Warszawskiego i Królestwa Polskiego. Nauczycielem był miejscowy organista, a uczęszczało doń 14 dzieci. Brzeźnio znane było w powiecie z cennych inicjatyw gospodarczych, przy czym okres największej aktywności w tym zakresie przypadała na lata międzywojenne. To w Brzeźniu powstała pierwsza w sieradzkim kasa spółdzielcza (tzw. kasa Stefczyka). Również w Brzeźniu założono, jako jedne z pierwszych kółko rolnicze oraz spółdzielnię mleczarską. We wsi funkcjonował duży młyn mechaniczny, który sam wytwarzał prąd. Dzięki niemu miejscowość była zelektryfikowana. W latach 30. uruchomiono spółdzielnię konfekcyjno-krawiecką, pierwszy zakład przemysłowy w okolicy. Wpływ zakładu na społeczeństwo był ogromny. Przed wojną stał się szansą dla młodych, bezrobotnych i niewykształconych osób, zwłaszcza dla członków Katolickiego Stowarzyszenia Młodzieży. Po wyzwoleniu spółdzielnię natychmiast reaktywowano (pracownicy ukrywali podczas okupacji sprzęt produkcyjny). Rozbudowana w latach 50. i 70. zatrudniała setki kobiet wiejskich, a równocześnie spełniała rolę centrum kulturalnego wsi. Przy zakładzie działały: zespół teatralny, instrumentalny zespół młodzieżowy, grupa taneczno-śpiewacza wraz z kapelą oraz liczne koła zainteresowań.

## Zabytki
- Kościół św. Idziego zbudowany w latach 1755–61 z funduszów Kazimierza Błeszyńskiego, chorążego sieradzkiego i jego żony Teresy ze Strusiów w miejsce poprzedniego, drewnianego. Kościół ten został wzniesiony według projektu Guido Antonio Longhiego, architekta włoskiego z Viggiù, za kadencji ks. proboszcza Ignacego Piotra Ścibor-Bogusławskiego, kanonika łęczyckiego, dziekana dekanatu warckiego, który go benedyktował w roku 1758. Świątynia nosi cechy późnego baroku. Wyposażenie wnętrza również barokowe. W nawie zachowało się marmurowe epitafium fundatora z portretem na blasze. Polichromie w kościele wykonał Aleksander Przewalski.
- Dzwonnica kościelna zbudowana w 1761 r.,
- plebania (w stylu klasycystycznym) w 1802 r.
- Cmentarz – kaplica Korab-Kobierzyckich, w której spoczywają m.in.: Michał Kobierzycki (założyciel biblioteki i OSP w Pyszkowie) oraz Józef Kobierzycki, autor m.in. „Przyczynków do dziejów Ziemi Sieradzkiej” (Warszawa 1915 r.) oraz Feliks Korab-Kobierzycki (1915–1978) – syn Marii i Stefana, dziedzica Pyszkowa, żołnierz 1939 r., jeniec obozu pod Charkowem wymieniony z Niemcami w Brześciu nad Bugiem, jeniec obozu w Milberg w Niemczech, wyzwolony przez Amerykanów. Ponadto przy głównej alejce jest grób powstańców z 1863 r., w którym pochowano poległego pod folwarkiem Rembów powstańca NN (lat 23) i urodzonego w Burzeninie Jana Balcerowskiego, lat 21 oraz grobowiec Białeckich z Dębołęki herbu Jelita – spoczął m.in. Michał Białecki (1860–1924) – wieloletni Sędzia Pokoju.

Według rejestru zabytków Narodowego Instytutu Dziedzictwa na listę zabytków wpisane są obiekty:
- zespół kościoła parafialnego pw. św. Idziego, 1755–61, XIX w.:
  - kościół, nr rej.: 802 z 28.12.1967
  - dzwonnica, nr rej.: 803 z 28.12.1967
  - plebania, nr rej.: 804 z 28.12.1967

## Urodzeni
Urodzili się tu:
- Mikołaj Kostecki (ur. 5 grudnia 1878, zm. 20 marca 1932 w Warszawie) – generał brygady Wojska Polskiego, kawaler Orderu Virtuti Militari.
- Adam Kowalczyk (ur. 1 października 1903, zm. 7 maja 1972 w Buenos Aires w Argentynie) – pułkownik pilot Wojska Polskiego, Squadron Leader Królewskich Sił Powietrznych, kawaler Orderu Virtuti Militari.
- Mirosław Kłos (ur. 2 stycznia 1946, zm. 15.03.2008 w Warszawie) - pułkownik Wojska Polskiego, profesor medycyny, długoletni Naczelny Transfuzjolog Wojskowej Służby Zdrowia[7].

W 2013 r. na cmentarzu w Brzeźniu pochowano prof. Tadeusza Majdę – malarza, grafika, scenografa, absolwenta łódzkiej PWSSP, wykładowcę łódzkiej szkoły filmowej, autora wielu publikacji książkowych.

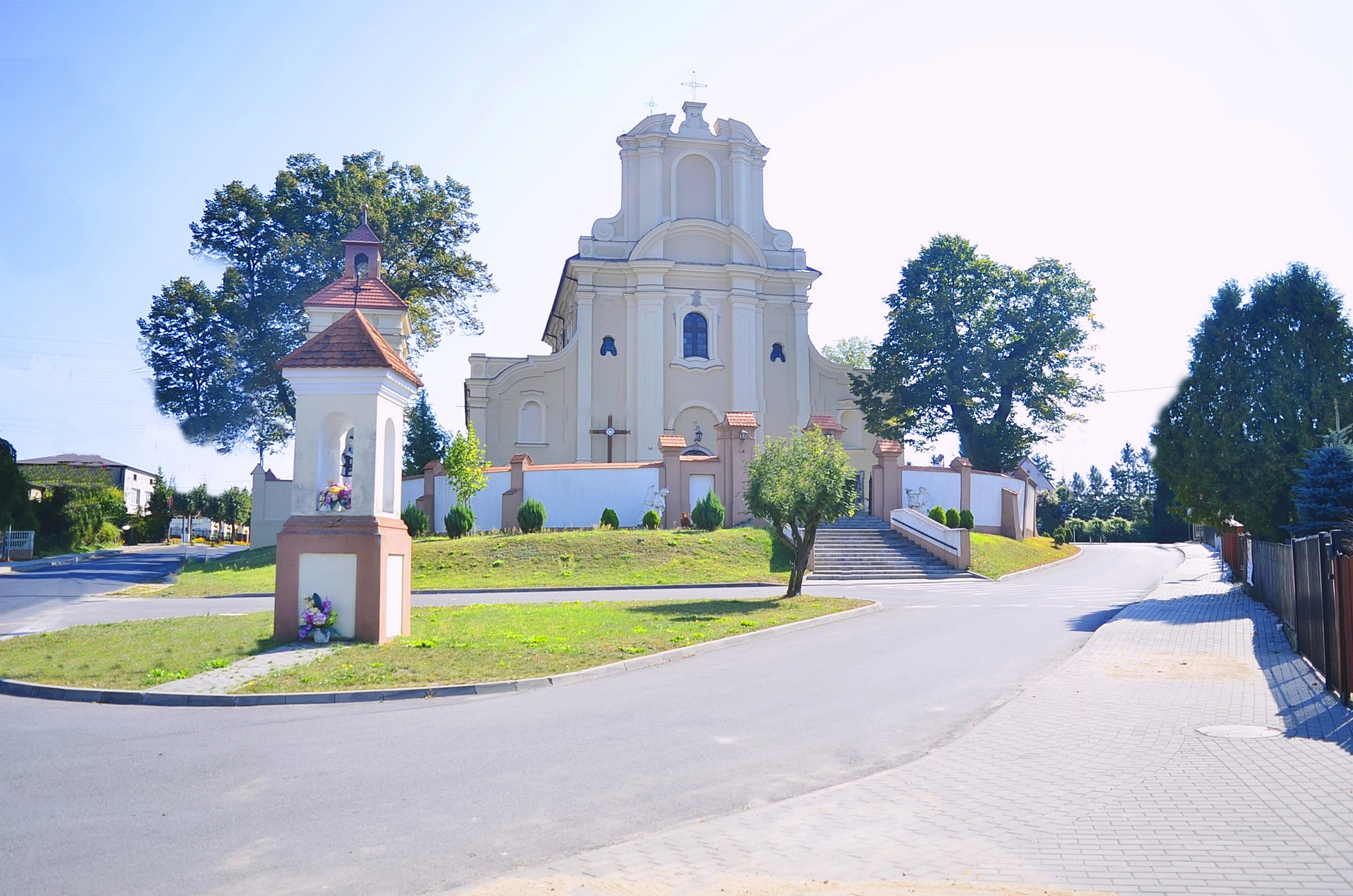
Kościół

## Gospodarka
Wieś stanowi ośrodek usługowy wyposażony w instytucje służące rolnictwu.